# Porte d'Aubervilliers
De Porte d'Aubervilliers is een van de toegangspunten tot de stad Parijs, de Portes de Paris, en is gelegen in het noordelijke 19e arrondissement aan de Boulevard Périphérique en de boulevards des Maréchaux. In de 19e eeuw was het een fysieke stadspoort, onderdeel van de 19e-eeuwse stadsomwalling van Thiers.
Vanuit de Porte d'Aubervilliers vertrok vroeger de nationale weg N301 naar Aubervilliers en Pierrefitte-sur-Seine. Tegenwoordig is dit de RNIL 301.